# Irungbam Surkumar Singh
Irungbam Surkumar Singh (* 21. März 1983 in Imphal) ist ein indischer Fußballspieler. Derzeit ist er vereinslos.

## Karriere

### Klub
Singh entstammt der Tata Football Academy und begann seine Laufbahn in der indischen National Football League 2000 beim East Bengal Club. Nach dem Gewinn der Meisterschaft 2001 wechselte er für zwei Jahre zu Mahindra United, mit denen er 2003 im Landespokal siegte, bevor er für die Spielzeit 2003/04 zu East Bengal Club zurückkehrte und seinen zweiten Meistertitel gewann. Zwischen 2004 und 2007 war er erneut für Mahindra United tätig und errang mit der Mannschaft in der Saison 2005/06 mit dem Gewinn der Meisterschaft und des Landespokals das nationale Double. Nach weiteren zwei Jahren beim East Bengal Club (2007 bis 2009) spielt er seit der Saison 2009/10 für Mohun Bagan.

### Nationalmannschaft
Singh kam bereits in der Qualifikation zur Weltmeisterschaft 2002 mehrfach für die indische Nationalmannschaft zum Einsatz. 2008 gewann der Abwehrspieler mit dem Nationalteam durch einen 4:1-Erfolg über Tadschikistan den AFC Challenge Cup. Indien schaffte dadurch erstmals seit 1984 wieder die Qualifikation für die Asienmeisterschaft.